# Skovspringklap
Skovspringklap (Cardamine flexuosa) eller skovkarse af korsblomst-familien er en 10-50 cm høj urt, der vokser i skove på vældpræget og næringsrig, fugtig bund.

## Beskrivelse
Skovspringklap er en overvintrende enårig, vinterannuel, eller toårig, glat eller håret plante med en opret vækst. Stænglerne er kantede med et bugtet forløb, som hos nogle individer er opret, men hos andre er opstigende. Bladene danner først en fåtallig, grundstillet roset, men der sidder også blade op ad stænglen. Rosetbladene er små og visner tidligt, stængelbladene er derimod store og uligefinnede med 4-5 par fjerne, tungeformede småblade. Småbladene har bugtet, hel rand og blågrønne over- og undersider.
Blomstringen sker i maj-juli, hvor man ser de 4-tallige blomster sidde i en endestillet stand. Blomsterne er små og har circa tre millimeter lange hvide kronblade, dvs. ca. dobbelt så lange som bægerbladenes længde. Frugterne er linjeformede skulper.
Rodnettet er forholdsvist svagt udviklet og tilpasset et fugtigt voksested.
Højde x bredde og årlig tilvækst: 0,30 x 0,25 m (30 x 25 cm/år).

## Voksested
Planten findes i det meste af Centraleuropa, herunder også i Østjylland og på Sjælland. I resten af Danmark er den sjælden. Den ynder steder i skove med små kilder eller vandløb og langs fugtige skovveje.
I Dürschtal nær Köln findes den i væld og langs bækløb sammen med bl.a. akselblomstret star, alm. rapgræs, dunet steffensurt, lav ranunkel, lundfredløs, lysesiv, mannasødgræs og mosebunke.

## Etymologi
Artnavnet flexuosa kommer af latin flexus (bøjning) og betyder 'med mange bugtninger', hvilket refererer til den ofte siksakbøjede stilk.